# Worldometer
Worldometer è un sito web che fornisce dati statistici in tempo reale per diversi argomenti. È gestito da una società di dati, Dadax che genera profitto attraverso la pubblicità online.
Fa parte del Real Time Statistics Project, ed è gestito da un team internazionale di sviluppatori, ricercatori e volontari.
È disponibile in 34 lingue e si occupa di argomenti come popolazione mondiale, governo ed economia, società e media, ambiente, cibo, acqua, energia e salute.

## Storia
Il sito è stato fondato nel 2004 da Andrey Alimetov, un immigrato russo negli Stati Uniti , secondo quanto riportato da Dyer, Henry (May 7, 2020). "The story of Worldometer, the quick project that became one of the most popular sites on the internet". New Statesman. Retrieved June 21, 2020.
Il sito web è stato lanciato il 29 gennaio 2008. Nel 2011, è stato votato come uno dei migliori siti web di riferimento gratuiti dall'American Library Association.
Il sito era originariamente chiamato "Worldometers" (con una "s" alla fine), ma il nome è stato cambiato in "Worldometer" nel gennaio 2020. Il sito ha una voce FAQ sul nome che dice "abbiamo deciso di eliminare la 's' finale in base alla preferenza schiacciante degli utenti per 'Worldometer'". Tuttavia, la "s" è stata mantenuta nel nome di dominio del sito Web.

### Pandemia di COVID-19
Nel 2020 il sito web ha guadagnato popolarità durante la pandemia di COVID-19. Nel mese di marzo il sito è stato colpito da un attacco informatico (attacco DDoS) e alcuni giorni dopo è stato violato, causando la visualizzazione di informazioni errate sulla sua pagina delle statistiche COVID-19 per circa 20 minuti. Il sito compromesso ha mostrato un drammatico aumento dei casi COVID-19 in Pakistan, generando il panico tra alcuni utenti dei social media.